# Batalla de Bergendal
La Batalla de Bergendal, también conocida como la Batalla de Belfast o Batalla de Dalmanutha, tuvo lugar en Sudáfrica durante la Segunda Guerra Anglo-Bóer.
La batalla fue la última batalla campal de la guerra, aunque la guerra aún debía durar otros dos años. También fue la última vez que los cuatro cañones Creusot Long Tom de 155 mm de los bóeres se utilizaron en la misma batalla.

## Antecedentes
Las hostilidades comenzaron en octubre de 1899. En el frente del Cabo, las fuerzas británicas se abrieron paso en febrero de 1900 y al mes siguiente estaban en Bloemfontein, la capital del Estado Libre de Orange. Pretoria, la capital de la Zuid-Afrikaansche Republiek (ZAR) fue capturada en junio de 1900. El gobierno de la ZAR y algunos comandos bóer huyeron hacia el este a lo largo de la línea de ferrocarril a Lourenço Marques (ahora Maputo). Fueron perseguidos por el general Pole Carew y su 11° División de Infantería (7500 oficiales y hombres) y una división de caballería comandada por el teniente general French.
Antes de la batalla de Diamond Hill el 11 de junio de 1900, el general Botha envió algunos oficiales a Belfast para seleccionar y preparar murallas y emplazamientos para la próxima batalla. El terreno en Belfast era tal que era el único lugar donde los bóeres podían presentar un frente lo suficientemente ancho como para resistir la fuerza superior del enemigo. Las fuerzas bóer se desplegaron de la siguiente manera: Al norte de la línea ferroviaria, en un semicírculo alrededor de la ciudad de Belfast, el comando Lydenburg se encontraba en las granjas Spitskop, Zuikerboschkop y Langkloof. Un Long Tom fue colocado en la granja Spitskop. La tarea de estos burgueses era evitar que los ingleses tomaran el camino trasero a Dullstroom. Los comandos de Middelburg y Johannesburgo estaban en la granja Steynsplaats, justo al este de la carretera principal a Dullstroom. Su tarea era enfilar al enemigo con fuego cruzado, en caso de que decidieran tomar la carretera principal a Dullstroom y Lydenburg. Otro Long Tom fue colocado detrás de estos comandos en la granja Waterval. Todavía en el lado norte de la línea de ferrocarril, pero cerca de ella, estaba el comando Krugersdorp. Junto a ellos, pero en el lado sur de la línea de ferrocarril había un destacamento del Zuid-Afrikaansche Rijdende Politie (ZARP), que iba a soportar la peor parte del ataque británico. Los burgueses de Germiston estaban a su lado. Al sur de la línea de ferrocarril, los tramos superiores del río Komati fluyen de norte a sur dando lugar a una serie de colinas y dales. Una de esas colinas formaba una gran meseta y se llamaba Gelukplato, porque estaba en la granja Geluk. El resto de la fuerza de Botha estaba asentada en esta meseta. El comando Heidelberg estaba en la granja Geluk, mientras que el comando Bethal construyó sus apliques en la granja Frischgewaagd. Fueron apoyados por el tercer Long Tom en Driekop. El cuarto Long Tom fue montado inicialmente en un camión ferroviario. Después del 6 de agosto, cuando Sir Redvers Buller comenzó a avanzar hacia Belfast, este cañón fue trasladado a una posición cercana a Elandskop. Desde allí podrían bombardear el puente de Groblers, si Buller decidiera avanzar por allí hasta Machadodorp.
Pole-Carew llegó a Middelburg en julio de 1900 y comenzó a ensamblar la XI División de Infantería. French y su caballería avanzaron hasta Wonderfontein. En el frente de Natal, el general Sir Redvers Buller se abrió paso en febrero de 1900, pero luego fue detenido. No fue hasta el 6 de agosto de 1900 que pudo iniciar su avance hacia Belfast. Su fuerza de tarea consistía en la 4° División de Infantería comandada por el Teniente General N.G. Lyttelton, con el General de Brigada F.W. Kitchener de la 7° Brigada y el Mayor General Howard de la 8° Brigada. Las tropas montadas de Buller consistían en la 2° Brigada de Caballería, comandada por el Mayor General J.F. Brocklehurst y la 3° Brigada de Infantería Montada bajo Earl Dundonald. La fuerza de Buller consistía en 9000 oficiales y hombres con 42 armas. Buller llegó a la granja Twyfelaar en el río Komati el 15 de agosto. Allí se puso en contacto con el flanco derecho del francés. Esto permitió que Buller fuera suministrado desde Wonderfontein.

## Batalla

### 21 de agosto
El general Buller avanzó hasta la granja Van Wyk's Vley, a unas ocho millas al norte de Twyfelaar. El general French permaneció en su flanco izquierdo. Mientras avanzaba las últimas tres millas, el flanco derecho de Buller fue atacado por el comando Bethal en Frischgewaagd. Se produjo una pelea que duró hasta la tarde. Las bajas británicas fueron 36 (incluyendo 7 muertos y 3 desaparecidos) y 3 bóeres resultaron heridos.

### 22 de agosto
Buller estaba molesto. Envió al mayor general Walter Kitchener a dar una lección al comando Bethal. Dos batallones de soldados de a pie, cuatro escuadrones montaron tropas y ocho cañones acompañaron a Kitchener. Los británicos no sabían que durante la noche el comando Carolina se unió a los burgueses de Bethal. Lucharon todo el día. Las bajas británicas fueron de dos muertos y cinco heridos. No se reportaron víctimas en el otro lado.

### 23 de agosto
Durante el avance de Buller, en un momento en que no estaba claro para los bóeres si iba a Machadodorp o Belfast, sacaron el Long Tom del camión del ferrocarril y lo colocaron cerca de Elandskop. Los restos de los emplazamientos fueron encontrados a 25°46.214'S, 30°12.829'E (WGS84). Cuando Buller avanzó de Twyfelaar al Vley de Van Wyk, estaba claro que apuntaba a Belfast. Los bóeres luego movieron el arma al campamento del capitán von Dalwig en la granja Waaikraal. Los restos del emplazamiento se pueden encontrar en 25°46.225'S, 30°09.079'E (WGS84).
Pole-Carew y su división de infantería abandonaron Middelburg y avanzaron hacia Wonderfontein. Buller, con los franceses todavía en su flanco izquierdo, avanzó a la granja Geluk y estableció su cuartel general en el valle cerca de la casa de campo. En su lado oriental estaba la meseta de Geluk en la que el comando Heidelberg había construido sus apliques. Ordenó a la 8° Brigada de Infantería, asistida por las tropas montadas de Dundonald y el Caballo Ligero Sudafricano, que ascendiera la meseta y la hiciera segura. En la meseta tuvieron que enfrentarse a los comandos de Heidelberg y Bethal, así como a los cañones de Von Dalwig, incluidos dos Long Toms. A pesar de las grandes pérdidas, lograron mantener el borde de la meseta. Las bajas británicas fueron de 12 muertos, 61 heridos y 33 desaparecidos. Los bóeres tenían 12 heridos, incluido el capitán von Dalwig.

### 24 de agosto
Durante la noche del 23 de agosto, los hombres de Buller en el borde occidental de la meseta de Geluk excavaron e hicieron emplazamientos para cuatro cañones navales (dos de 5" y dos de 4,7"). Al día siguiente intercambiaron fuego con los dos Long Toms de los bóeres (en el campamento de Driekop y Von Dalwig). Los Long Toms causaron seis bajas en la Fuerza de Campo de Natal.
Pole-Carew dejó Wonderfontein y ocupó Belfast. Las bajas británicas fueron 18. Durante la noche del 24 al 5 de agosto, sus hombres colocaron dos cañones de 5" justo al sur de la línea de ferrocarril y dos piezas de 4,7" cerca de la estación de Belfast.

### 25 de agosto
El 25 de agosto Lord Roberts llegó a Belfast para hacerse cargo de las operaciones. Tuvo una conferencia con sus generales, Pole-Carew, Buller y French. French recibió la orden de deshacerse de los bóeres en su flanco derecho en Zuikerboschkop y luego desviarse a la derecha hacia Machadodorp. Buller recibió la orden de girar a la derecha y avanzar sobre Dalmanutha hasta Machadodorp. Pole-Carew tuvo que extender su fuerza hacia el norte a lo largo de la carretera principal a Dullstroom para unirse a French en Lakenvley.
a lucha en este día se limitó al intercambio de disparos de los cañones pesados. Maurice y Grant registran: «Además, el enemigo no tenía de ninguna manera el mejor de los intercambios con los cañones pesados de ambas divisiones, una de las de 6 pulgadas. Creusots cerca de Bergendal siendo reducido al silencio por un proyectil de 5 pulgadas desde la posición de Pole-Carew».

### 26 de agosto
El general French y su caballería abandonaron Geluk muy temprano y primero llamaron a Belfast. Salieron de allí a las 09:00 y primero se dirigieron hacia el oeste a lo largo de la línea de ferrocarril, posiblemente para engañar a los espías bóer. Cuando estaban fuera de la vista, giraron a la derecha e inesperadamente aparecieron en la granja Boschpoort. Los bóeres y su Long Tom vencieron una retirada apresurada, mientras que los franceses despejaron al resto de los burgueses de Zuikerboschkop y Langkloof. A las 14:00 podía enviar un mensaje a Pole-Carew de que podían comenzar su marcha hacia el norte. La División de Infantería experimentó algunos disparos cruzados desde el este y el Long Tom en Waterval también disparó algunos tiros. El resultado de la marcha fue que Pole-Carew estaba al mando de todo el terreno elevado entre la línea ferroviaria y Lakenvley. La mayor parte del comando Middelburg simplemente había huido.
Buller avanzó hacia el norte también. Su plan era columpiarse justo en la granja Vogelstruispoort y luego proceder sobre Waaikraal a Dalmanutha. Pero esa tarde sus exploradores informaron (un poco erróneamente) que el flanco derecho de los bóeres terminaba en la línea de ferrocarril. Por lo tanto, decidió hacer su gran avance en la granja Bergendal al día siguiente.

### 27 de agosto
El propio Buller fue a explorar temprano esa mañana. El flanco derecho de los bóeres en realidad no terminaba en la línea de ferrocarril, pero sí oscilaba bruscamente en el sentido de las agujas del reloj. Por lo tanto, formó un ángulo sobresaliente. El resultado fue que su posición en la granja Bergendal (ocupada por los ZARP) sobresalía como la punta de la nariz o una protuberancia. A ambos lados de esta posición, los sangars de los bóeres estaban mirando lejos de la punta, con el resultado de que los que los ocupaban no podían ayudar a los de la punta en el caso de un ataque frontal. Luego había un terreno alto a unos 3000 metros al suroeste del ángulo saliente y ese era un lugar ideal para la artillería que quería usar.
Alrededor de 36 cañones fueron colocados en el terreno elevado y el bombardeo de la posición de zarp comenzó a las 11:00. Después de tres horas, la Brigada de Fusileros y los Fusileros Inniskilling cargaron y estallaron a través de las líneas bóer. Cuando cesaron los combates, descubrieron que la posición había sido defendida por la Zuid-Afrikaanse Republiek Politie (una fuerza policial). Los británicos encontraron 14 cadáveres y capturaron a diecinueve prisioneros. El resto de los heridos fueron llevados por los bóeres y algunos incluso sobrevivieron. Las bajas británicas para el día fueron: Oficiales, 3 muertos y 7 heridos; hombres, 100 heridos o desaparecidos y 12 muertos.
La batalla de Bergendal había terminado. Las bajas británicas fueron 385 y las de los bóeres fueron 78.

## Consecuencias
Como resultado de esta derrota, la línea de defensa bóer fue violada y el 28 de agosto las tropas de Buller marcharon hacia Machadodorp. El gobierno de ZAR, mientras tanto, se había trasladado a Nelspruit. Unos días más tarde, el 1 de septiembre, Lord Roberts proclamó todo el territorio británico de la República Sudafricana.
Sin embargo, la captura de Machadodorp y la proclamación de Roberts no pusieron fin a la guerra. Aunque los británicos habían ganado la batalla, la fuerza principal de Botha había logrado mantenerse intacta. Los comandos bóer posteriormente se dispersaron a Lydenburg y Barberton y comenzó la siguiente fase de la guerra, la guerra de guerrillas. Esta segunda fase duraría incluso más que la primera, convencional, y la paz finalmente solo se declararía a fines de mayo de 1902.

## Memoriales de Guerra
Un monumento fue erigido en 1935 en memoria de los doce zarpas que murieron en la batalla de Bergendal el 27 de agosto de 1900. Un segundo monumento mucho más grande, en honor de todos los bóeres, incluidos los zarpas, que habían muerto en el Transvaal Oriental, se inauguró el 29 de agosto de 1970 y se erigió un pequeño de piedra en memoria de los 25 oficiales y hombres del 2º Batallón de la Brigada de Fusileros que murieron en la batalla.